# إيفان لين
إيفان لين (بالأوكرانية: Іван Анатолійович Лень)‏ (25 يوليو 1982 بجمهورية أوكرانيا الاشتراكية السوفيتية - ) هو لاعب كرة قدم أوكراني في مركز الدفاع. لعب مع FC Sokil Berezhany ‏ وFC Obolon Kyiv ‏ وFC Rava Rava-Ruska ‏ وهوفيرلا أوجهورود ‏.

## وصلات خارجية
- إيفان لين على موقع اتحاد أوكرانيا (الإنجليزية)
- إيفان لين على موقع قاعدة بيانات كرة القدم.إي يو (الإنجليزية)
- إيفان لين على موقع Soccerway.com (الإنجليزية)
- إيفان لين على موقع عالم كرة القدم.نت (الإنجليزية)